# Kathy Johnson
Kathy Johnson (n. 13 septembrie 1959, Oak Ridge⁠(d), Tennessee, SUA) este o gimnastă artistică ce a reprezentat Statele Unite ale Americii, medaliată olimpică. A participat la o ediție a Jocurilor Olimpice (1984) în care a câștigat o medalie de argint și o medalie de bronz.

## Participări
Lista de mai jos prezintă principalele competiții la care a participat Kathy Johnson de-a lungul carierei.
- gymnastics at the 1984 Summer Olympics – women's balance beam[*]